# Yarlin Salas
Yarlin Salas  (Turbo, 17 de enero de 1995) es un futbolista colombiano. Juega de Lateral.

## Clubes
| Club              | País     | Año         |
| ----------------- | -------- | ----------- |
| Alianza Petrolera | Colombia | 2011        |
| América de Cali   | Colombia | 2015 - 2016 |